# Bisonalveus
Bisonalveus – wymarły rodzaj ssaka z rodziny Pantolestidae. Był prawdopodobnie spokrewniony z dzisiejszym pangolinem.
Odkryty został w 1956 w Albercie (Kanada). Znany jest głównie ze skamieniałej szczęki datowanej na 60 milionów lat (paleocen). Przypominał on dzisiejsze ryjówki.
Ciekawe jest, że znajdujące się na jego kłach rowki mogły być używane do zadawania jadowitych ukąszeń. Dzisiaj jad wśród ssaków występuje jedynie u dziobaka australijskiego i kilku torbaczy. Być może więc Bisonalveus używał go do unieruchamiania swych ofiar.

## Etymologia
Bisonalveus: rodzaj Bison C.H. Smith, 1827 (bydło); łac. alveus „basen, dorzecze”; w aluzji do stanowiska w Bison basin, w hrabstwie Fremont, w stanie Wyoming.

## Podział systematyczny
Do rodzaju należały następujące gatunki:
- Bisonalveus browni Gazin, 1956[1]
- Bisonalveus gracilis Fox & Scott, 2020[3]
- Bisonalveus holtzmani Gingerich, 198[4]